# Logaršče
Logaršče este o localitate din comuna Tolmin, Slovenia, cu o populație de 68 de locuitori.